# Georg Schuster (Landrat)
Georg Schuster (* um 1883; † 1927) war ein deutscher Verwaltungsbeamter.

## Leben
Georg Schuster studierte Rechtswissenschaften an der Ruprecht-Karls-Universität Heidelberg. 1903 wurde er Mitglied des Corps Vandalia Heidelberg. Nach dem Studium trat er in den preußischen Staatsdienst ein. 1910 legte er das Regierungsassessor-Examen bei der Regierung in Hannover ab. Von 1920 bis zu seinem Tod 1927 war er Landrat des Landkreises Northeim.